# Faravahar

Faravahar

Relevo de escultura em pedra em Persépolis, período aquemênida (séculos VI-)

O Faravahar (em farsi: فَرَوَهَر) ou  Forouhar (em farsi: فُروهَر) ou, ainda, Farr-e Kiyâni (em persa: فر کیانی) é um dos mais conhecidos símbolos dos povos iranianos e do Zoroastrianismo, a primeira religião do Irã, anterior à conquista muçulmana do Irã, e do nacionalismo iraniano. Há várias interpretações do seu significado, sem que exista um consenso universal sobre o assunto. No entanto, acredita-se comumente que o Faravahar serve como uma representação zoroastrista simbólica do fravaxi - anjo guardião de cada indivíduo que envia o urvan (geralmente traduzido como 'alma') ao mundo material para participar da batalha do bem contra o mal. O Faravahar apresenta grandes semelhanças com o Horbehutet (Hórus de Behutet) da religião no Antigo Egito.
O Faravahar é um dos símbolos pré-islâmicos mais conhecidos e usados do Irã e é frequentemente usado como pingente. Apesar de sua natureza tradicionalmente religiosa, tornou-se um símbolo secular e cultural para os iranianos.

## Etimologia
A palavra novo persa فروهر é lida como foruhar ou faravahar (pronunciado como furōhar ou furūhar no persa clássico). As formas persas médias eram frawahr (pálavi de livro: plwʾhl, maniqueu: prwhr), frōhar (gravado em pazend como 𐬟𐬭𐬋𐬵𐬀𐬭; é uma forma posterior da forma anterior) e fraward (pálavi de livro: plwlt', Maniqueu: frwrd), que era diretamente do persa antigo *fravarti-. A forma da língua avéstica era fravaṣ̌i (𐬟𐬭𐬀𐬎𐬎𐬀𐬴𐬌).[carece de fontes?]

## História

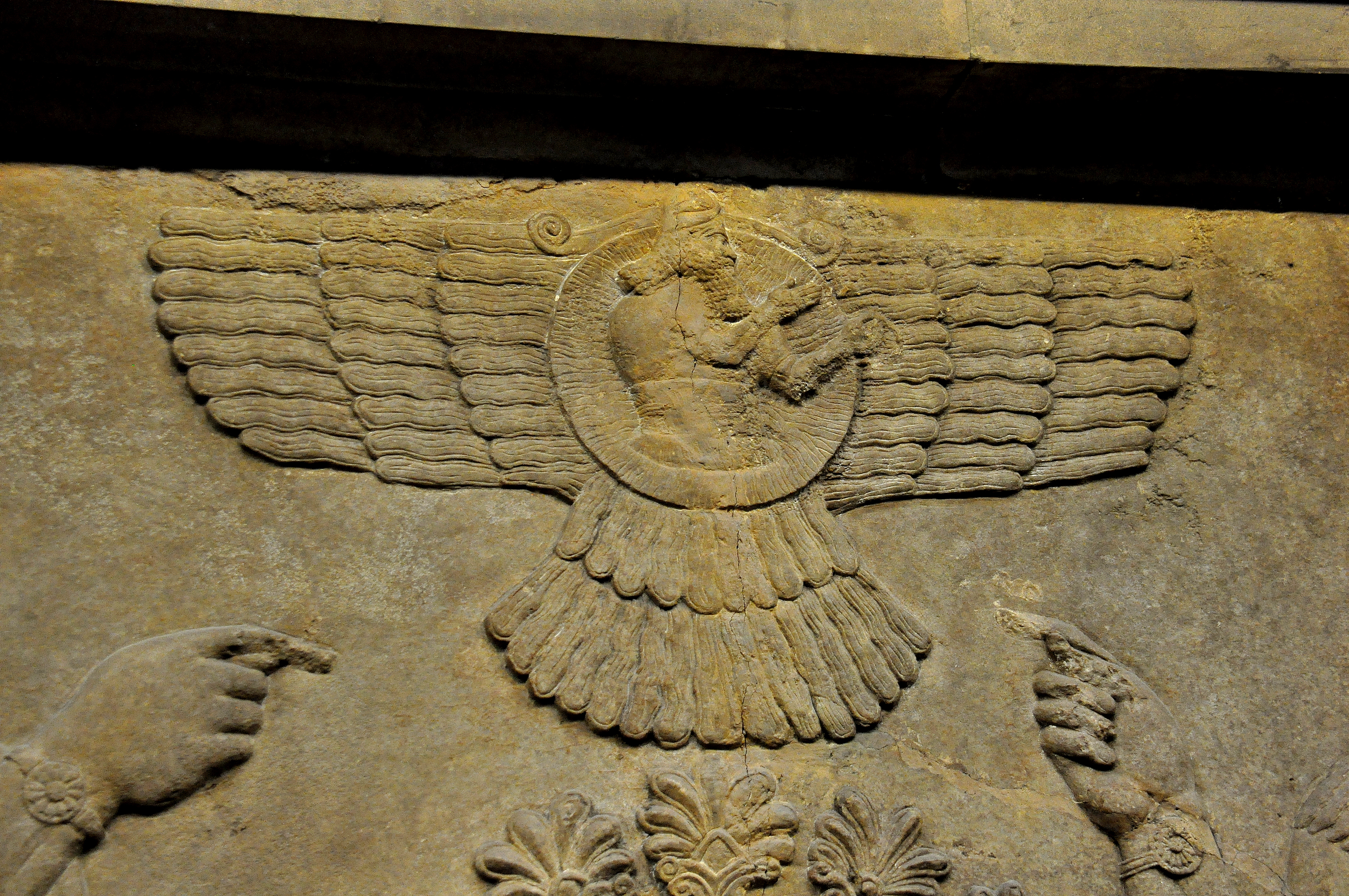
Relevo de parede de Assur dentro de um disco alado, c. 865–. Do Palácio Noroeste de em Ninrode (Calá Bíblica; antigo Calu), Nínive, Iraque (Mesopotâmia)

O uso pré-zoroastrista do símbolo se origina como o sol alado usado por vários poderes do Antigo Oriente Próximo, principalmente os do Antigo Egito e da Mesopotâmia. A adoção zoroastrista do símbolo vem de sua prevalência na iconografia neoassíria. Esta imagem assíria geralmente inclui o que foi interpretado por Simo Parpola como uma "árvore da vida", que inclui o deus Assur em um disco alado.

### Na cultura zoroastrista

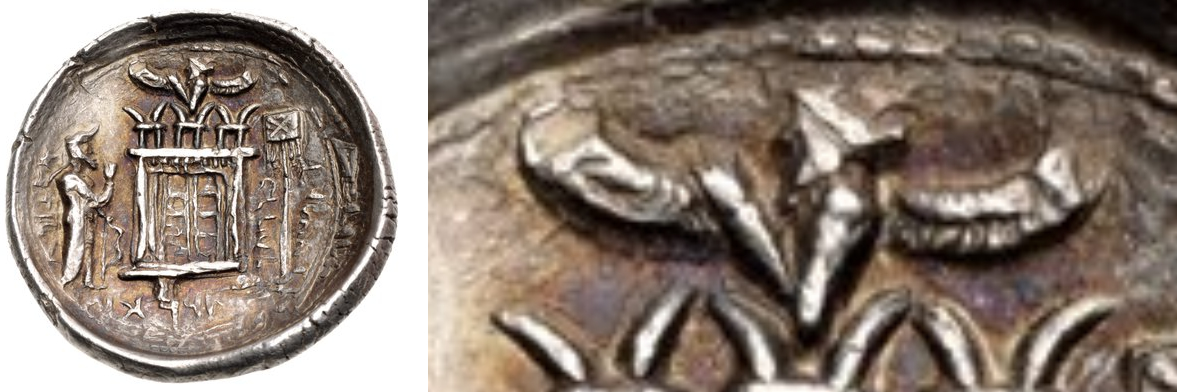
Faravahar esculpido em uma moeda cunhada sob Autofradates I de Pérsis no século II a.C.

O faravahar foi retratado nos túmulos dos reis aquemênidas, como Dario, o Grande (r. 522–486 a.C.) e Artaxerxes III (r. 358–338 a.C.). O símbolo também foi usado em algumas das moedas do frataraca de Pérsis no final do século III e início do II a.C. Mesmo após a conquista árabe do Irã, o zoroastrismo continuou a fazer parte da cultura iraniana. Ao longo do ano, celebram-se festividades como Noruz, Mehregan e Chaharshanbe Suri, que se relacionam com festivais e calendário zoroastrianos. Estes são remanescentes das tradições zoroastristas. A partir do início do século XX, o ícone faravahar passou a ocupar lugares públicos e se tornou um ícone conhecido entre os iranianos. O Xanamé de Ferdusi é o épico nacional do Irã e contém histórias (em parte históricas e em parte míticas) dos tempos pré-islâmicos do Zoroastrismo. A tumba de Ferdusi (construída no início de 1930), que é visitada por numerosos iranianos todos os anos, também contém o ícone faravahar.
O símbolo ressurgiu graças ao trabalho do estudioso Parsi, Jamshedji Maneckji Unvala, que publicou dois artigos em 1925 e 1930. O trabalho de Unvala foi desacreditado por Irach Jehangir Sorabji Taraporewala, que refutou a ideia de que a figura alada representasse Aúra-Masda. Taraporewala sugeriu que as figuras usadas em relevos persas foram feitas para representar khvarenah ou glória real para refletir o poder divino percebido dos reis e, portanto, que não teria verdadeiro significado espiritual. Esta visão foi posteriormente apoiada por Alireza Shapour Shahbazi e Mary Boyce.

### Uso na era moderna
O Trono do Sol, a sede imperial do Irã, tem implicações visuais do Farahavar. O soberano estaria sentado no meio do trono, que tem a forma de uma plataforma ou cama que se eleva do chão. Este símbolo religioso-cultural foi adaptado pela dinastia Pahlavi para representar a nação iraniana. No zoroastrismo moderno, uma das interpretações do faravahar é que é uma representação da alma humana e seu desenvolvimento junto com um guia visual de boa conduta. Outra interpretação popular é que é uma representação visual de um fravaxi, embora os fravaxis sejam descritos na literatura zoroastrista como sendo femininos. Uma das visões mais prevalentes na academia quanto ao significado do faravahar é que ele representa Khvarenah, o poder divino e a glória real.
Após a Revolução Islâmica de 1979, o Leão e Sol, que fazia parte da bandeira nacional original do Irã, foi banido pelo governo de locais públicos. No entanto, os ícones faravahar não foram removidos e, como resultado, tornou-se um símbolo nacional para os iranianos e foi tolerado pelo governo em oposição ao Leão e Sol. Os discos alados têm uma longa história na arte, religião e cultura do antigo Oriente Próximo e Médio, tendo cerca de 4.000 anos de uso e também simbolizando Asdur, Xamaxe e outras divindades.

## Galeria
- Persépolis, Irã.
- O Faravahar retratado na Inscrição de Beistum, Irã
- Museu dos Zoroastrianos, Quermã, Irã.
- Banco Nacional do Irã (1946) contendo o ícone
- Faravahar esculpido em Persépolis
- Brasão imperial do Irã anterior à Revolução, contendo o ícone
- Ícone ao topo das Inscrições de Suez de Dario, o Grande.
- Faravahar no portão de um templo zoroastriano, Irã.
- O símbolo em um templo do fogo em Iazde, Irã.